# Julius Felix Campanianus
Julius Felix Campanianus est un homme politique romain du Ve siècle, sénateur et haut fonctionnaire qui devient préfet de la Ville.

## Carrière
Campanianus est issu de l'aristocratie romaine et porte le titre de vir clarrisimus comme tout sénateur. Il n'occupe pas le plus haut rang des sénateurs puisqu'il porte également le titre de vir spectabilis, inférieur au titre de vir illustris.

### Comes formarum
Haut fonctionnaire de premier rang (comites primi ordinis), Campanianus est nommé comes formarum chargé des aqueducs de Rome, évolution du poste de curateur des eaux du Haut-Empire qui apparaît après 381.
L'année suivante, avec son successeur Tarpeius Anneius Faustus, il supervise la restauration de plusieurs aqueducs à Rome,, dont l'aqueduc de l'Aqua Marcia.

### Préfet de la Ville
Campanianus devient préfet de la Ville durant la deuxième moitié du Ve siècle mais la date précise de son entrée en fonction n'est pas connue,. Étant donné qu'un Campanianus est cité par Sidoine Apollinaire dans une lettre, ce dernier étant lui-même préfet de la Ville en 468, il est possible que Campanianus l'ait précédé ou lui ait succédé. Dans cette lettre, Sidoine Apollinaire remercie Campanianus de l'avoir présenté au préfet de l'annone. Une première hypothèse place la préfecture de Campanianus avant celle de Sidoine Apollinaire, soit en 467, soit quelques années auparavant, vers 465. Selon une deuxième hypothèse, Campanianus a pu être préfet de la Ville l'année suivante, en 469, et peut alors être identifié au président resté anonyme du procès d'Arvandus.
À cette époque, les temples païens sont vidés de leurs statues cultuelles qui sont éparpillées dans toute la ville et placées dans les édifices publics comme simples œuvres d'art, perdant leur statut religieux. En tant que préfet de la Ville, Campanianus fait embellir les thermes de Trajan, toujours fonctionnels, avec un lot de ces statues récupérées.